# Frank William Walbank
Frank William Walbank fue un escritor británico e investigador de historia antigua nacido en Bingley, Yorkshire, el 10 de diciembre de 1909 y fallecido en Cambridge, el 23 de octubre de 2008.
Estudiante de la Universidad de Cambridge, desde 1951 a 1977 fue profesor de Historia Antigua y Arqueología Clásica en la Universidad de Liverpool, ocupó cargos en la Universidad de Pittsburgh, la Universidad de Berkeley, California y el Instituto de Estudios Avanzados en Princeton.

## Obra
- Aratos of Sicyon (1933),
- Philip V of Macedon (1940),
- The Awful Revolution (1946; 1969),[1]
- Polybius (1972; 1990),
- A Historical Commentary on Polybius, 3 vols. (1957, 1967, 1979),
- The Hellenistic World (1981)
- con N. G. L. Hammond, A History of Macedonia, Vol. III: 336–167 BC.

## Fuente
- Arnaldo Momigliano. "FW Walbank", El Diario de Estudios Romano, vol. 74. (1984).